# Micropercops
Micropercops – rodzaj ryb z rodziny Odontobutidae.

## Klasyfikacja
Gatunki zaliczane do tego rodzaju:
- Micropercops borealis
- Micropercops cinctus
- Micropercops dabryi